# Liste der Kulturdenkmäler in Isenburg (Westerwald)
In der Liste der Kulturdenkmäler in Isenburg sind alle Kulturdenkmäler der rheinland-pfälzischen Ortsgemeinde Isenburg aufgeführt. Grundlage ist die Denkmalliste des Landes Rheinland-Pfalz (Stand: 9. Februar 2023).

## Einzeldenkmäler
| Bezeichnung                           | Lage                               | Baujahr         | Beschreibung | Bild                           |
| ------------------------------------- | ---------------------------------- | --------------- | --- | ------------------------------ |
| Ortsbefestigung                       |                                    | 14. Jahrhundert | „Schildpforte“ (oberhalb von Nippes 9) und „Alte Porz“ (Hintertal 1), im Kern aus dem 14. Jahrhundert                                  | weitere Bilder Fotos hochladen |
| Alte Porz                             | Hintertal 1 Lage                   | 14. Jahrhundert | Tor der Ortsbefestigung mit Dachreiter und anschließendem Fachwerkhaus, im Kern aus dem 14. Jahrhundert                                | weitere Bilder Fotos hochladen |
| Wohnhaus                              | Hintertal 26 Lage                  | 18. Jahrhundert | Fachwerkhaus, teilweise massiv, 18. Jahrhundert                                                                                        | Fotos hochladen                |
| Schulhaus                             | Nippes 4 Lage                      | 1825            | ehemalige Schule; Krüppelwalmdachbau, Fachwerkgiebel, bezeichnet 1825                                                                  | weitere Bilder Fotos hochladen |
| Katholische Pfarrkirche St. Katharina | Nippes 9 Lage                      | 14. Jahrhundert | dreischiffige neugotische Hallenkirche, 1862–1868, spätmittelalterlicher Chor, 14. Jahrhundert                                         | weitere Bilder Fotos hochladen |
| Schildpforte                          | Nippes, bei Nr. 9 Lage             | 14. Jahrhundert | quadratischer Turm der Ortsbefestigung, im Kern aus dem 14. Jahrhundert                                                                | weitere Bilder Fotos hochladen |
| Burgruine Isenburg                    | südöstlich des Ortes Lage          | 13. Jahrhundert | Reste des Torturms der Vorburg, des Bergfrieds und von Wohn- und Wirtschaftsgebäuden, 13. Jahrhundert                                  | weitere Bilder Fotos hochladen |
| Kapellenruine Hausenborn              | südwestlich des Ortes im Wald Lage |                 | Ruine der ehemaligen katholischen Kapelle Hausenborn; Umfassungsmauern des mittelalterlichen Schieferbruchstein-Saalbaus mit Sakristei | weitere Bilder Fotos hochladen |